# Cosmin Vancea
Cosmin Vancea (n. 24 decembrie 1984, Șăulia, Mureș, România) este un jucător român de fotbal care evoluează la CS Turnu Severin, în România.